# Hsiao Mei-yu
Hsiao Mei-yu (nascida em 7 de janeiro de 1985) é uma ciclista taiwanesa que competiu no ciclismo nos Jogos Olímpicos de Verão de 2012.